# Omloop Het Nieuwsblad 2024
Omloop Het Nieuwsblad 2024 a fost ediția a 79-a a cursei clasice de ciclism Omloop Het Nieuwsblad, cursă de o zi. S-a desfășurat pe data de 24 februarie 2024 și face parte din calendarul UCI World Tour 2024.

## Echipe participante

### Echipe UCI World
| - Alpecin–Deceuninck - Arkéa–B&B Hotels - Astana Qazaqstan Team - Bora–Hansgrohe - Cofidis - Decathlon–AG2R La Mondiale - EF Education–EasyPost - Groupama–FDJ - Ineos Grenadiers | - Intermarché–Wanty - Lidl–Trek - Movistar Team - Soudal Quick-Step - Team Bahrain Victorious - Team dsm–firmenich PostNL - Team Jayco–AlUla - Visma–Lease a Bike - UAE Team Emirates |  |

### Echipe continentale profesioniste UCI
| - Bingoal-WB - Israel–Premier Tech - Lotto–Dstny - Q36.5 Pro Cycling Team | - Team Flanders–Baloise - Tudor Pro Cycling Team - Uno-X Mobility |  |

## Rezultate
Rezultate finale.
| Loc | Concurent          | Echipă                     | Timp       |
| --- | ------------------ | -------------------------- | ---------- |
| 1   | Jan Tratnik        | Visma–Lease a Bike         | 4h 31' 28" |
| 2   | Nils Politt        | UAE Team Emirates          | +3"        |
| 3   | Wout Van Aert      | Visma–Lease a Bike         | +8"        |
| 4   | Oliver Naesen      | Decathlon–AG2R La Mondiale | +8"        |
| 5   | Christophe Laporte | Visma–Lease a Bike         | +8"        |
| 6   | Laurenz Rex        | Intermarché–Wanty          | +8"        |
| 7   | Jasper Stuyven     | Lidl–Trek                  | +8"        |
| 8   | Thomas Pidcock     | Ineos Grenadiers           | +8"        |
| 9   | Matteo Trentin     | Tudor Pro Cycling Team     | +8"        |
| 10  | Arnaud De Lie      | Lotto–Dstny                | +8"        |

## Legături externe
- Site web oficial